# The Rail Rider
The Rail Rider è un film muto del 1916 diretto da Maurice Tourneur sotto la supervisione di William A. Brady.

## Produzione
Il film fu prodotto dalla Paragon Films.

## Distribuzione
Il copyright del film, richiesto dalla World Film Corp., fu registrato il 12 agosto 1916 con il numero LU8908.
Distribuito dalla World Film e presentato da William A. Brady, il film uscì nelle sale cinematografiche statunitensi il 21 agosto 1916.
Copie della pellicola sono conservate negli archivi della Library of Congress.